# فیروز فروهر
فیروز فروهر سیاست‌مدار ایرانی بود، که در دوره نوزدهم مجلس شورای ملی بعنوان نماینده اراک و  دوره بیست و سوم بعنوان نماینده تفرش در مجلس شورای ملی حضور داشت.